# 岡山県の市町村旗一覧
岡山県の市町村旗一覧（おかやまけんのしちょうそんきいちらん）は、岡山県内の市町村に制定されている、あるいは制定されていた市町村旗の一覧である。なお、一覧の順序は全国地方公共団体コード順による。廃止された市町村旗は廃止日から順に掲載している。

## 市部
| 市       | 市旗 | 制定有無 | 制定日        | 旗の色                                           | 備考                                                 |
| -------- | ---- | -------- | ------------- | ------------------------------------------------ | ---------------------------------------------------- |
| 岡山市   |      | なし     |               | 地色は濃紫色であり、紋章は白色に指定されている   |                                                      |
| 倉敷市   |      | なし     |               | 地色は白色であり、紋章は指定色が指定されている   |                                                      |
| 津山市   |      | なし     |               | 地色は紺色であり、紋章は白色に指定されている     |                                                      |
| 玉野市   |      | なし     |               |                                                  |                                                      |
| 笠岡市   |      | なし     |               |                                                  |                                                      |
| 井原市   |      | なし     |               |                                                  |                                                      |
| 総社市   |      | あり     | 2005年3月22日 |                                                  | 旧・総社市時代に制定され新・市制施行後も継承された。 |
| 高梁市   |      | なし     |               |                                                  | 旧・高梁市制時代に制定され、新市制施行後も継承される |
| 新見市   |      | なし     |               |                                                  |                                                      |
| 備前市   |      | あり     | 2005年3月22日 | 地色は白色であり、紋章は指定色が指定されている   | 2代目の市旗である                                    |
| 瀬戸内市 |      | なし     |               | 地色は白色であり、地色は指定色が指定されている   |                                                      |
| 赤磐市   |      | なし     |               | 地色は白色であり、紋章は指定色が指定されている   |                                                      |
| 真庭市   |      | なし     |               | 地色は薄緑色であり、紋章は指定色が指定されている |                                                      |
| 美作市   |      | なし     |               | 地色は白色であり、紋章は指定色が指定されている   |                                                      |
| 浅口市   |      | なし     |               | 地色は白色であり、紋章は薄緑色が指定されている   |                                                      |

## 町村部
| 郡     | 町村   | 市町村旗 | 制定有無 | 制定日       | 旗の色                                           | 備考                |
| ------ | ------ | -------- | -------- | ------------ | ------------------------------------------------ | ------------------- |
| 和気郡 | 和気町 |          | あり     | 2006年3月1日 | 地色は白色であり、紋章は指定色に指定されている   | 2代目の町旗である。 |
| 都窪郡 | 早島町 |          | あり     | 1987年3月9日 | 地色は濃緑色であり、紋章は指定色に指定されている |                     |
| 浅口郡 | 里庄町 |          | なし     |              | 地色は藍色であり、紋章は白色に指定されている     |                     |
| 小田郡 | 矢掛町 |          | なし     |              | 地色は小豆色であり、紋章は金色が指定されている   |                     |

## 廃止された市町村旗
| 市郡   | 町村   | 市町村旗 | 制定有無 | 制定日        | 廃止日 | 旗の色 | 備考 |
| ------ | ------ | -------- | -------- | ------------- | ------ | ------ | ---- |
| 上房郡 | 賀陽町 |          |          | 2004年10月1日 |        |        |      |